# Ricardo Ceceña
Ricardo Omar Ceceña de la Ree, más conocido como Ricardo Ceceña (Hermosillo, Sonora, 31 de julio de 1995), es un actor mexicano que se dio a conocer en Código F.A.M.A. y en la telenovela Atrévete a soñar donde trabajó a lado de Danna Paola.

## Biografía
Ricardo Ceceña nació el 31 de julio de 1995 en Hermosillo, Sonora. A los 9 años hizo un casting para participar en el reality show infantil Código Fama en su tercera edición, donde quedó entre los seleccionados, demostrando su talento en el canto, obteniendo el código bronce. Después de eso tomó clases de actuación.
Ha participado en telenovelas como"tormenta en el paraiso" “Fuego en la sangre”, “Duelo de pasiones” y “La fea más bella” y también participado en la serie “El pantera” y en los programas “Plaza Sésamo”, “Incógnito”, “Wax”, “Otro Rollo”, “Mujer, casos de la vida real” y “La rosa de Guadalupe”.
Formó parte del elenco de la telenovela Atrévete a soñar, en el papel de Richie, un niño que le gusta mucho cocinar.
Incursionará en teatro con la obra Pinocho junto a Ernesto Laguardia, Violeta Isfel, Roberto Blandon, Eugenio Bartilotti y Rafael Perrin.
Actualmente participa en Q-riosos con Marelvy Sosa en el canal Tiin.

## Filmografía

### Telenovelas
- Atrévete a soñar (2009-2010).... Ricardo "Richie"
- Fuego en la sangre (2008).... Juan Robles Reyes
- Tormenta en el paraíso (2007-2008).... Nicolás Bravo
- Duelo de pasiones (2006).... Juan Méndez
- La fea más bella (2006-2007).... Extra en Boda (1 episodio)

### Series de Televisión
- La rosa de Guadalupe (2017)... Benito
- 1,2,3 Clic (2015).... Él mismo
- Q-riosos (2012).... Él mismo (Conductor)
- María de todos los Ángeles (2012).... Fernando
- Como dice el dicho (2011).... Pepe
- La rosa de Guadalupe (2009).... Gilberto
- El pantera (2007-2009).... Lorenzo
- Incógnito (2007).... Él mismo
- Wax (2005).... Él mismo
- Mujer, casos de la vida real (2005).... 4 episodios
- Otro Rollo (2005).... Él mismo
- Código F.A.M.A. 3 (2005).... Él mismo (concursante)